# Caviúna
A Caviúna (Machaerium scleroxylon) é uma árvore leguminosa natural do Brasil (não endêmica), nos estados da Bahia, Piauí, Paraná, Goiás, Minas Gerais, São Paulo e também no distrito Federal. Ocorre na floresta ombrófila densa da Mata Atlântica, em solos ricos, tanto na mata primária quanto em formações secundárias bem como no Cerrado.
É uma espécie secundária tardia, frequente em pastagens. A floração ocorre entre os meses de outubro e dezembro e a maturação dos frutos de outubro a dezembro de abril a julho, no Paraná; de abril a setembro, em São Paulo e, de agosto a dezembro, em Minas Gerais. O processo reprodutivo inicia por volta dos dez anos de idade, em plantios.
Sua germinação ocorre em até 90 dias após a semeadura. O poder germinativo é geralmente alto (até 95%).